# Omanische Cricket-Nationalmannschaft
Die omanische Cricket-Nationalmannschaft (arabisch منتخب سلطنة عمان للكريكت) vertritt Oman auf internationaler Ebene in der Sportart Cricket. Das Team wird vom Verband Oman Cricket (OC) geleitet und ist seit 2014 assoziiertes Mitglied im International Cricket Council. Damit gehört es zur zweiten Reihe der Nationalmannschaften und verfügt seit 2019, wie alle ICC-Mitglieder, über vollen T20I-Status. Größte Erfolge bei Turnieren waren die Vorrunde beim T20 World Cup (2016, 2021 und 2024).

## Geschichte

### Erste Jahre der Nationalmannschaft
Das Cricket gelangte in den Oman, als dieser noch ein britisches Protektorat war. In den 1970er Jahren gründeten sich die ersten Cricketclubs. Die Gründung des Verbandes Oman Cricket erfolgte 1979. Zu dieser Zeit verfügte der Oman über nur ein Cricketfeld, auf dem regelmäßige Spiele stattfanden, das vom Staatsunternehmen Petroleum Development Oman gepflegt wurde, weshalb es auch PDO Ground hieß. Innerhalb weniger Jahre kamen jedoch zahlreiche weitere hinzu, so an der Sultan-Qabus-Universität und eines, das von der Fluggesellschaft Oman Air betrieben wurde. Anfang der 1980er Jahre fanden in zwei Fußballstadien gelegentliche Ausstellungsspiele statt, an denen bisweilen internationale Spieler teilnahmen. 1990/91 besuchte die omanische Nationalmannschaft Indien.
Oman wurde im Jahr 2000 als angeschlossenes Mitglied in den International Cricket Council aufgenommen und im selben Jahr trat der Verband dem Asian Cricket Council bei, was Spiele gegen andere Nationalmannschaften ermöglichte. Aufgrund der fehlenden Mitgliedschaft im Weltverband war die Teilnahme an den Qualifikationen für die Cricket World Cups der Jahre 1979, 1983, 1987, 1992, 1996, 1999 und 2003 nicht möglich. Dasselbe galt für die Asia Cups der Jahre 1986, 1988, 1990, 1995, 1997 und 2000. Das erste Auftreten der Nationalmannschaft war bei der ACC Trophy 2002 in Singapur, als sie nach nur einem Sieg gegen Katar sowie Niederlagen gegen die Vereinigten Arabischen Emirate, Nepal und Kuwait den vorletzten Platz ihrer Gruppe belegte. 2003 nahm sie am ersten Gulf Cup in Kuwait teil. Ein überraschend gutes Abschneiden erzielte die Mannschaft bei der Ausgabe 2004 in Malaysia, als sie nach Gruppensiegen gegen Afghanistan, Bahrain und Hongkong im Viertelfinale Bhutan sowie im Halbfinale Katar hinter sich ließ und erst im Finale den Emiraten mit 94 Runs unterlag. Mit dem zweiten Platz qualifizierte sie sich für die ICC Trophy 2005, der letzten Qualifikationsrunde für den Cricket World Cup 2007. Gleichzeitig qualifizierte sie sich für den Asia Cup 2006. Im Jahr 2004 gewann Oman auch den Middle East Cup in Kuwait nach einem Remis gegen Bahrain; aufgrund des Sieges in der Gruppenphase gegen denselben Gegner reichte dies für den Turniersieg.

### ICC Trophy 2005 und die Zeit danach

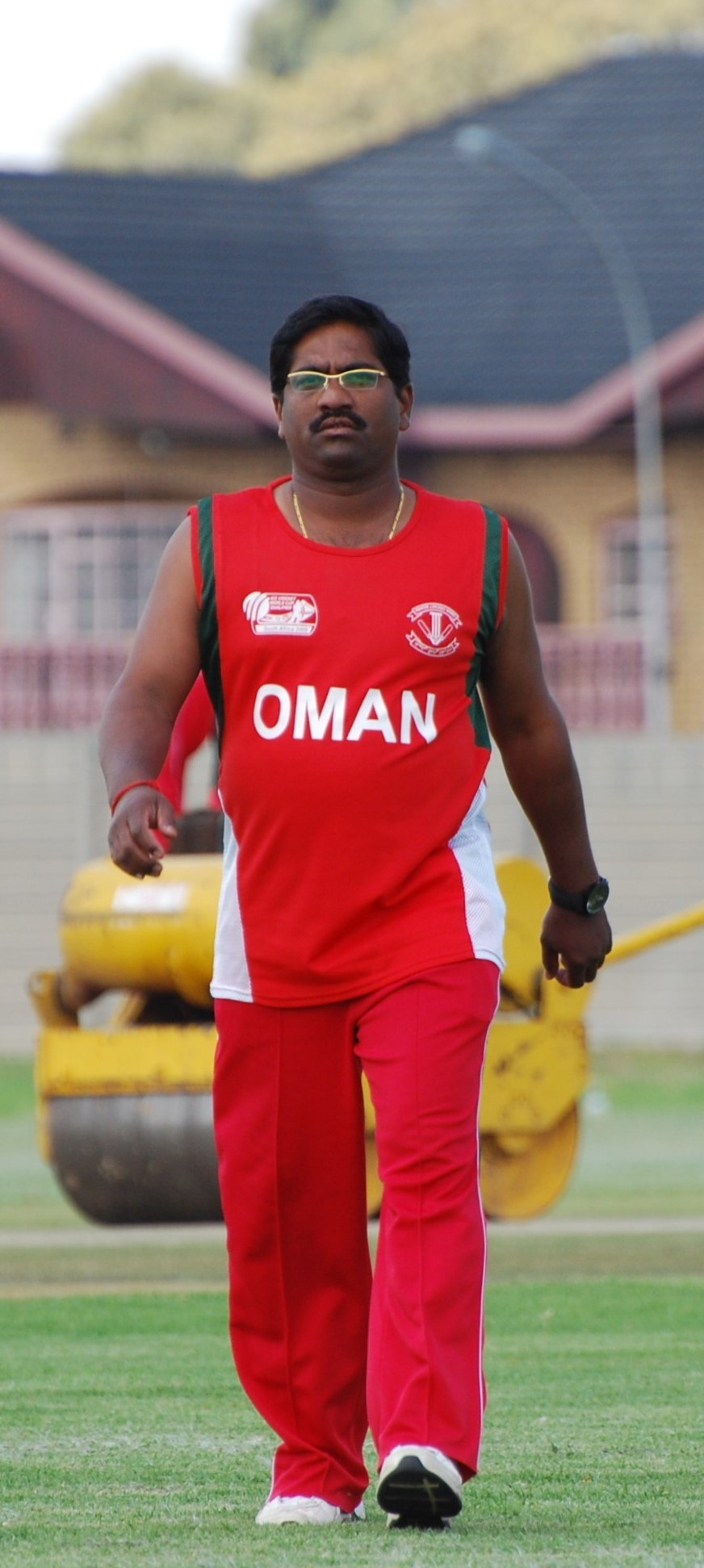
Jitendra Redkar war 2002 bis 2006 List A-Kapitän Omans während mehrerer ACC- und ICC-Turniere sowie von 2007 bis 2009 Trainer der Nationalmannschaft

2005 war Oman das erste angeschlossene Mitglied, das an der ICC Trophy teilnahm. Dort verlor das Team jedoch in allem fünf Vorrundenbegegnungen gegen Schottland, die Niederlande, Kanada, Papua-Neuguinea und Namibia, womit es den letzten Gruppenrang belegte und den Cricket World Cup 2007 versäumte; es gewann jedoch die Platzierungsspiele gegen Uganda und die Vereinigten Staaten – letztere, als es eine Vorgabe von 345 Runs nach einer Partnerschaft von 127 Runs um das achte Wicket einholte. Damit erreichte Oman den neunten Platz unter zwölf Teilnehmern. Dies resultierte in der Teilnahme an der World Cricket League Division Two 2007 innerhalb der World Cricket League 2007–09.
2006 verschlechterten sich die Leistungen der Omanis, als sie in der ersten Runde der ACC Trophy nach Niederlagen gegen Singapur und Bahrain ausschieden, der einzige Sieg gelang gegen die Malediven. Damit stiegen sie in die zweite Division ab und qualifizierten sich für die ACC Trophy Challenge 2009. Ursprünglich sollte Oman im selben Jahr am Asia Cup 2006 teilnehmen und seine ersten ODIs gegen Indien und Pakistan spielen. Das Turnier wurde jedoch auf 2008 verschoben und der ACC entschied, aus dem Asia Cup 2006 ein Qualifikationsturnier zu machen. An diesem nahm stattdessen Hongkong teil.
Im Oktober und November 2007 nahm Oman am ersten ACC Twenty20 Cup in Kuwait teil und traf in der Gruppe A auf Afghanistan, Malaysia, Nepal und Katar. Die Omanis wurden Gruppenzweiter und erreichten das Halbfinale. Dort bezwangen sie den Gastgeber und teilten sich die Trophäe mit Afghanistan, nachdem das Finale in einem Remis geendet hatte. Ende November 2007 besuchten die Omanis Namibia für die Division Two der World Cricket League. Dort trafen sie auf Dänemark, den Gastgeber und die Vereinigten Arabischen Emirate, wozu sich die beiden Qualifikanten der Division Three – Argentinien und Uganda – gesellten. Nachdem sie alle Gruppenspiele für sich entschieden hatten, verloren die Omanis das Finale gegen die Emirate mit 67 Runs.
Im Januar 2009 nahm Oman am ACC Cup in Chiang Mai teil. Die Nationalmannschaft gewann das Turnier nach einfachen Siegen gegen die Malediven und Bhutan im Halbfinale bzw. Finale. Der Turnierfavorit und Gastgeber Thailand erreichte jedoch nur den vierten Platz. Im April 2009 reisten die Omanis für die Teilnahme am Cricket World Cup Qualifier, der letzten Qualifizierungsrunde für den Cricket World Cup 2011, nach Südafrika. Dort errangen sie in der Vorrunde gegen Uganda einen Sieg; da sie zuvor jedoch gegen Kanada, Irland, Schottland und Namibia verloren hatten, schieden sie wieder aus und verpassten den Cricket World Cup 2011. Im Platzierungsspiel besiegten sie Dänemark mit fünf Wickets und erreichten so den elften und damit vorletzten Platz. Im selben Jahr gewann Oman beim ACC Twenty20 Cup in den Vereinigten Arabischen Emiraten alle fünf Gruppenspiele gegen Bahrain, Katar, Nepal, Malaysia und Kuwait, womit es das Halbfinale erreichte. Dort verlor Oman jedoch gegen die Gastgeber mit sechs Wickets und verpasste die Chance auf seine Titelverteidigung. Im Platzierungsspiel um den dritten Platz konnte Kuwait bezwungen werden. Die Omanis entschieden die ACC Trophy Challenge 2009 in Thailand für sich, indem sie ihre Gruppe gegen Bhutan, Myanmar und Brunei gewannen, im Halbfinale die Malediven bezwangen und sich im Finale gegen Bhutan durchsetzten. Damit gelang ihnen der direkte Wiederaufstieg in die ACC Trophy Elite 2010. Dort gewann Oman in der Gruppenphase gegen Singapur und Kuwait, unterlag jedoch Nepal und Hongkong. Im Spiel um den fünften Platz besiegte es die Vereinigten Arabischen Emirate mit 34 Runs, was für den Klassenerhalt ausreichend war.
Im Juli 2008 kündigte Oman Cricket Pläne an, in Al Amarat nahe der Hauptstadt Maskat ein Cricketstadion nach internationalen Standards errichten zu wollen. Die Kosten für dieses Projekt wurden anfangs auf etwa 2 Million Omanische Rial geschätzt und das Grundstück würde vom Sportministerium zur Verfügung gestellt werden, der Rest der Finanzierung sollte durch Unternehmenssponsoring aufgebracht werden. Am 17. Oktober 2012 wurde der Oman Cricket Academy Ground in der Hauptstadt Maskat als erstes (und bis heute einziges) internationales Cricketstadion mit einer Grünanlage eingeweiht. Ansonsten wird Cricket in Oman „meist auf graslosen, völlig braunen Außenfeldern gespielt, auf mit Kunstrasen bedeckten Betonstreifen“ (has mostly been played on grassless, utterly brown outfields, on concrete strips covered with artificial turf). In der ACC Trophy Elite 2012 gewannen die Omanis die Gruppenspiele gegen Bhutan und die Malediven, unterlagen jedoch Afghanistan und Malaysia. Das Spiel um den fünften Platz verloren sie gegen Hongkong, womit sich Oman für die ACC Premier League 2014 qualifizierte. Dort gewann das Nationalteam seine Spiele gegen Malaysia, Hongkong und Nepal, während es gegen Afghanistan und die Vereinigten Arabischen Emirate verlor. Dies ergab den dritten Tabellenplatz und die Qualifikation für die ACC Championship 2014. Da sich Afghanistan und die Emirate jedoch auf den Cricket World Cup vorbereiteten, musste die ACC Championship 2014 abgesagt werden.

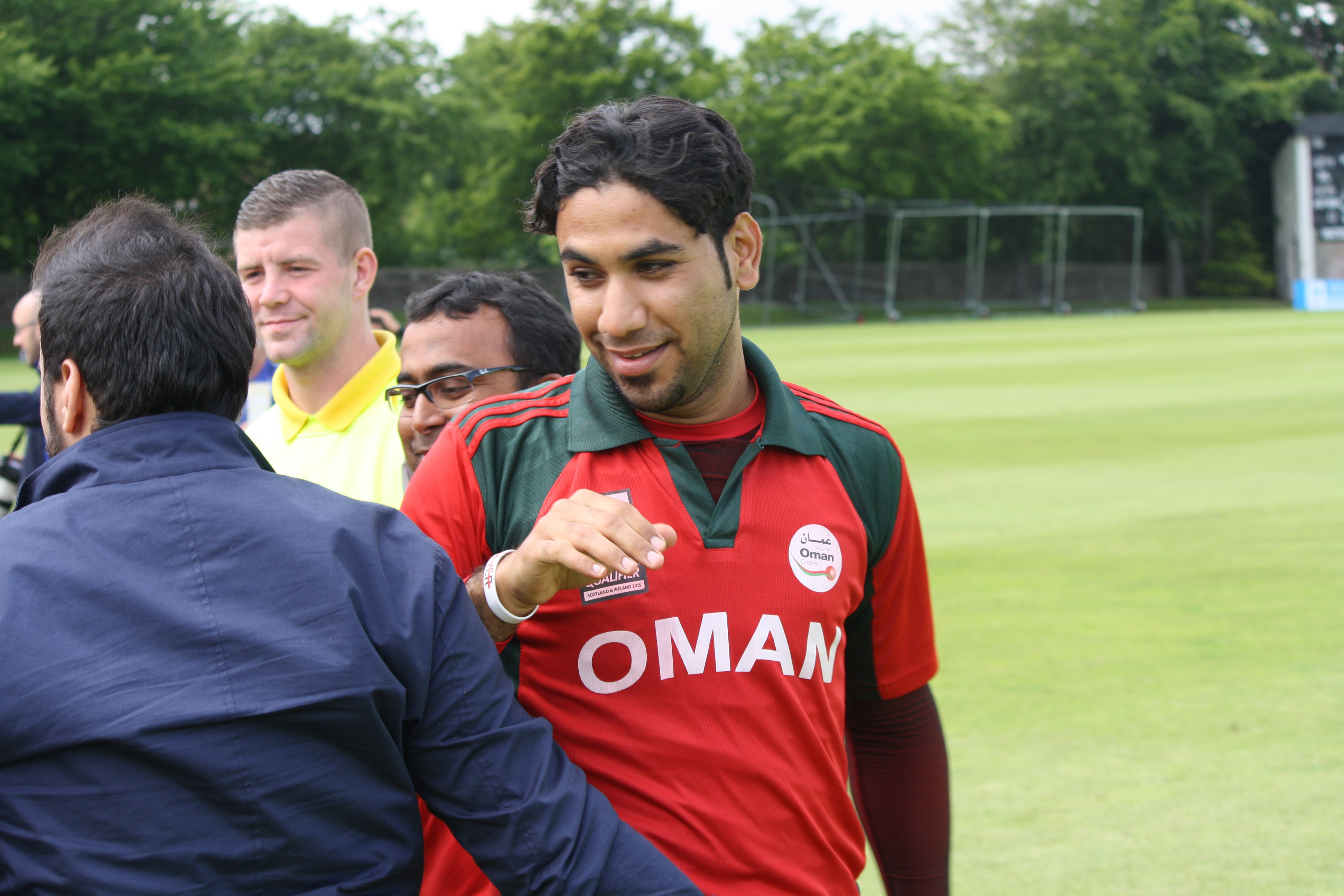
Yousuf Rahim Baksh ist einer der wenigen einheimischen Omanis, der bisher für die Nationalmannschaft nominiert wurde

Um 2010 waren die meisten Cricketspieler in Oman Einwanderer aus den Testnationen Bangladesch, Indien, Pakistan und Sri Lanka (sowie deren Nachfahren) und weniger einheimische Omanis. In dem Jahr waren nur 100 der 780 Spieler in der Nationalliga Araber (etwa 13 %). Die Anzahl nahm bis 2016 auf etwa 400 zu, wobei sich die Gesamtzahl ebenso erhöhte. Mannschaften, die an der omanischen Liga teilnehmen, unterliegen einer Quote und müssen eine festgelegte Anzahl omanischer Staatsangehöriger für ihre Spielaufstellungen benennen. Auf nationaler Ebene haben es nur wenige einheimische Omanis in die Nationalmannschaft geschafft. So war während des ICC World Twenty20 2016 nur einer der Spieler, Sufyan Mehmood, ein Einheimischer (obschon mit Yousuf Rahim Baksh ein weiterer als Auswechselspieler nominiert worden war). Davor war Ameet Sampat der einzige in Oman geborene Spieler, der für die Cricket-Nationalmannschaft spielte (List A Cricket).
Die Omanis nahmen an der Division Three 2011 teil, die sie auf dem dritten Platz abschlossen; somit verblieben sie in der Division Three. An den Qualifikationen für die ersten drei T20 World Cups (2007, 2009 und 2010) hatten die Omanis nicht teilgenommen. Bei der World Twenty20 Qualifier 2012 verloren sie alle sieben Vorrundenspiele gegen Italien, Uganda, Kenia, Schottland, die Vereinigten Staaten, Namibia und Irland, gewannen jedoch das Spiel um den 15. Platz gegen Dänemark, womit sie die World Twenty20 2012 verpassten. Beim ACC Twenty20 Cup 2013 verlor Oman gegen Afghanistan, die Vereinigten Arabischen Emirate und Kuwait, lediglich gegen Bahrain gelang ein Sieg, wodurch das Team das Turnier auf dem vorletzten Gruppenplatz abschloss. Im selben Jahr wurde das nächste Turnier der Division Three in Bermuda ausgetragen. Dort erreichten die Omanis mit zwei Siegen in der Vorrunde gegen Italien und Uganda den fünften Platz und scheiterten damit an der Qualifikation für den Cricket World Cup Qualifier 2014 zum Cricket World Cup 2015. Stattdessen spielten sie in der World Cricket League Division Four 2014, wo sie ebenfalls den fünften Platz erreichten. Im selben Jahr wurde der Verband Oman Cricket bei der Jahreskonferenz des ICC in Melbourne zum assoziierten Mitglied ernannt.

### Erste Teilnahme an der World Twenty20

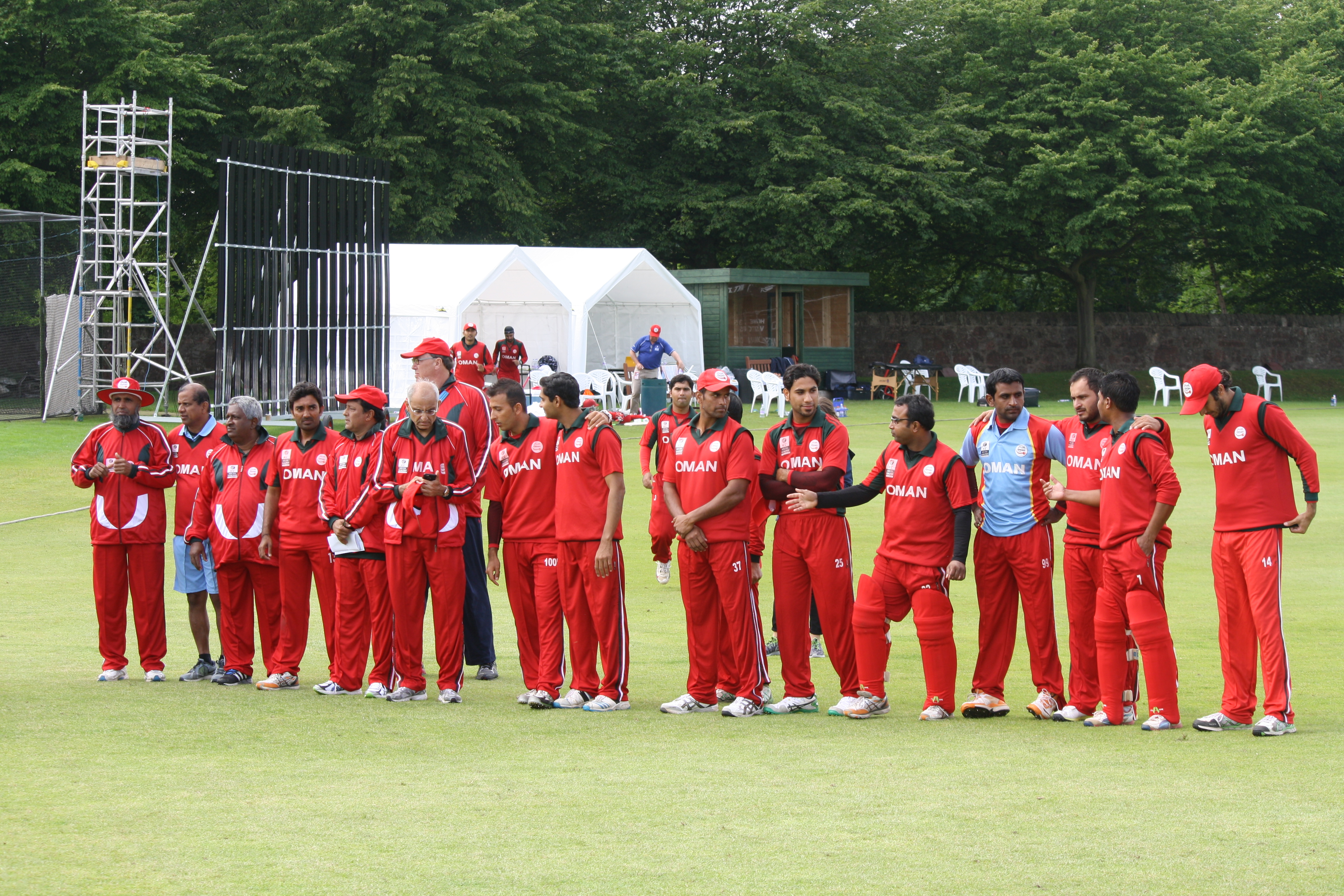
Die omanische Cricket-Nationalmannschaft, 2015

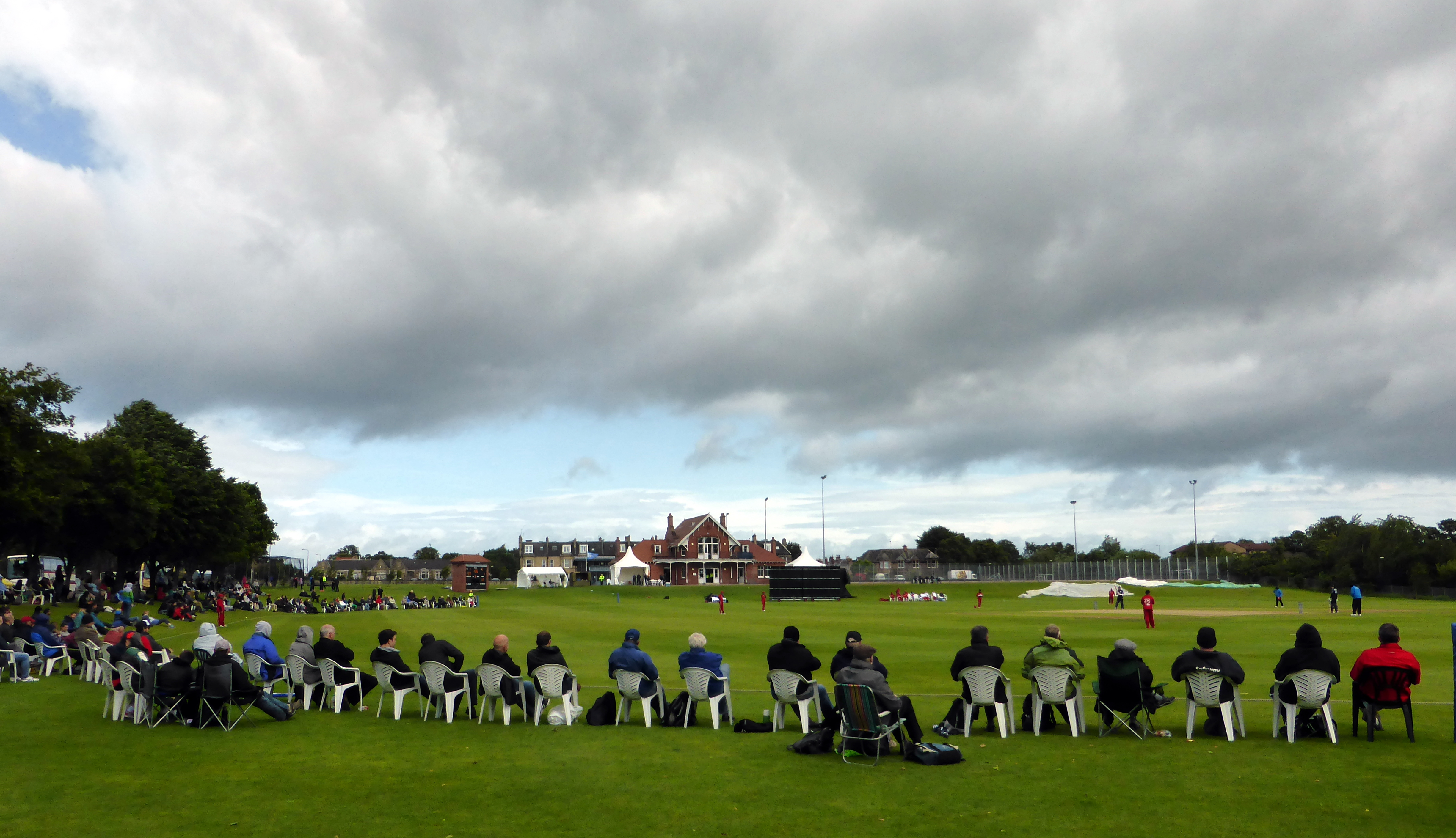
T20I-Match Oman gegen Schottland bei der World Twenty20 Qualifier 2015

Während Oman im ODI-Cricket schwächelte, gelang es der Mannschaft im T20I-Cricket den ACC Twenty20 Cup 2015 zu gewinnen und sich so für den World Twenty20 Qualifier 2015 in Irland und Schottland zu qualifizieren. In der Vorrunde gewann sie gegen Kanada, die Niederlande und Afghanistan, unterlag jedoch Kenia und Schottland, während das Spiel gegen die Vereinigten Arabischen Emirate nach Regen abgesagt werden musste; somit erreichte Oman die Qualifikations-Play-Offs. Dort konnten sich die Omanis überraschenderweise im entscheidenden Spiel gegen Namibia durchsetzen und sich erstmals für ein Weltturnier qualifizieren, außerdem erhielten sie bis 2019 T20I-Status zugesprochen. Für Oman war es die erste Teilnahme an einer Weltmeisterschaft überhaupt. Das Spiel um den fünften Platz bei diesem Turnier gegen Afghanistan war das erste T20I-Match Omans, es ging jedoch mit fünf Wickets verloren. Daraufhin bestritten die Omanis in der Saison 2015/16 T20I-Serien gegen die Vereinigten Arabischen Emirate, Afghanistan und Hongkong. Im Februar 2016 gewann Oman beim Asia Cup 2016 Qualifier gegen Hongkong, während es Afghanistan und den Emiraten unterlag, womit es den Asia Cup 2016 verpasste. Im selben Jahr gelang den Omanis bei der World Twenty20 2016 in Indien ein überraschender Auftaktsieg gegen Irland (mit zwei Wickets). Dies war ihr erster T20-World-Cup-Sieg überhaupt. Da das zweite Spiel gegen die Niederlande wegen Regens ausfiel, bot sich der Mannschaft gegen Bangladesch die Chance, sich für die Super-10-Runde zu qualifizieren. Jedoch konnte sie in dem durch Regen verkürztem Spiel nicht gegen die Testnation bestehen und unterlag mit 54 Runs (DLS-Methode).
Im ODI-Cricket in der World Cricket League 2017–19 gelang Oman beim World Cricket League Division Five 2016 mit dem zweiten Platz der Wiederaufstieg in die Division Four. Dort konnten sich die Omanis abermals durchsetzen und wurde hinter den Vereinigten Staaten Zweiter. Die Erfolgsserie setzte sich in der Division Three in Uganda fort, als die Omanis das Turnier mit nur einer Niederlage gegen Kanada gewannen. Dies ermöglichte eine Chance bei der World Cricket League Division Two 2018 auf die Qualifikation für den Cricket World Cup Qualifier 2018, wo sie jedoch nur Fünfter wurden, in die World Cricket League Division Three 2018 abstiegen und den Cricket World Cup 2019 verpassten. Dort gelang dem Gastgeber der Wiederaufstieg in die World Cricket League Division Two 2019, bei der die Omanis das Finale erreichten, dort aber dem diesmaligen Gastgeber Namibia mit 145 Runs unterlagen. Damit erreichten sie die Cricket World Cup League 2 2019–2023, die als Qualifikation zum Cricket World Cup 2023 diente; Oman wurde außerdem bis 2023 ODI-Status zugesprochen.
Im Vergleich zu anderen assoziierten Mitgliedern des ICC gilt die omanische Mannschaft als konstant und als dasjenige Team mit der schnellsten Leistungssteigerung. 2016 spielte Oman in der Division 5 gegen „kleinere“ Mannschaften wie Tansania und Nigeria. Erst 2014 folgte die Ernennung zum assoziierten Mitglied, aber innerhalb von nur vier Jahren schaffte es die Omanis, sich im ODI-Cricket zu etablieren und gelten inzwischen als eines der stärksten assoziierten Mitglieder. Ebenso etablierten sie sich im T20I-Cricket, nachdem sie in diesem Format mehrere Divisionen gewonnen hatten und zweimal am T20 World Cup teilnahmen. 2022 bezeichnete der Vorsitzende des International Cricket Council, Greg Barclay, diese innerhalb weniger Jahre erreichte Entwicklung als Vorbild für andere assoziierte Mitglieder.

### Weitere Weltmeisterschaftsqualifikationen
Im August und September 2018 gewann Oman in der Vorrunde des Asia Cup Qualifier gegen Nepal, Malaysia sowie Singapur und verlor gegen die Vereinigten Arabischen Emirate, während das Spiel gegen Hongkong nach Regen abgebrochen werden musste. Daraufhin war die Mannschaft in der Tabelle punktgleich mit Hongkong, aufgrund der schlechteren Net Run Rate (Hongkong +1.530 und Oman +0.583) verpasste sie jedoch den Asia Cup 2018. Zur Vorbereitung auf die Qualifikation für die nächste Twenty20-Weltmeisterschaft lud der Verband Irland, Schottland und die Niederlande zu einem Viernationenturnier ein, um erstmals internationale Twenty20-Spiele im eigenen Land auszutragen. Irland wurde dabei das erste Vollmitglied, das in Oman zu Besuch war. Dabei konnten die Gastgeber jedoch keine Spiele gewinnen. Am 27. April 2019 bestritten die Omanis ihr erstes ODI-Match gegen Namibia, in dem sie jedoch für nur 81 Runs ausgebowlt wurden und mit 145 Runs verloren. Oman war direkt für den T20 World Cup Qualifier 2019 qualifiziert und gewann dort seine Vorrundenspiele gegen die Vereinigten Arabischen Emirate, Hongkong, Nigeria und Kanada, verlor jedoch gegen Irland und Jersey, womit es als Gruppenzweiter die Qualifikations-Play-Offs erreichte. Nach der Niederlage gegen Namibia gewannen die Omanis dank des Batters Jatinder Singh und des Bowlers Bilal Khan gegen Hongkong mit zwölf Runs und qualifizierten sich damit zum zweiten Mal für ein Endturnier. Im November 2019 sollte die erste Runde der Cricket World Cup Challenge League B in Hongkong stattfinden, aufgrund der dortigen Massenproteste wurden alle Spiele in Oman ausgetragen.
Im Oktober 2019 lud der Verband abermals internationale Teams ein, dieses Mal zu einem Fünfnationenturnier. Die Nationalmannschaft entschied es nach Siegen gegen Hongkong, Irland, die Niederlande und Nepal ohne Niederlage für sich. Auch spielte sie in der Cricket World Cup League 2 2019–2023. Die erste Runde in Schottland beendete sie hinter dem Gastgeber und vor Papua-Neuguinea auf dem zweiten Platz. Im Januar 2020 war Oman Gastgeber der vierten Runde, die es hinter den Vereinigten Arabischen Emiraten und vor Namibia auf dem zweiten Platz abschloss, nachdem die letzten beiden Spiele aufgrund des Todes von Sultan Qabus bin Said abgesagt werden mussten. Die fünfte Runde konnte Oman gegen den Gastgeber Nepal und die Vereinigten Staaten gewinnen. Im Februar 2020 war Oman Gastgeber der ACC Western Region T20, die Teil der Qualifikation zum Asia Cup 2022 war. Dort gewann die Nationalmannschaft ihre Gruppenspiele gegen Bahrain und die Malediven, unterlag jedoch Katar. Damit endete sie Punktgleich mit Bahrain und Katar, aufgrund der schlechteren Net Run Rate (Bahrain +1.461, Katar +1.391 und Oman +1.040) verpasste sie aber die nächste Runde. Im September und Oktober 2021 war Oman Gastgeber der Oman Tri-Nation Series, die aus der sechsten und siebten Runde bestand. In der sechsten Runde setzten sich die Omanis gegen Nepal und die Vereinigten Staaten durch, in der siebten Runde belegten sie hinter Schottland und vor Papua-Neuguinea den zweiten Platz.
Der T20 World Cup 2021 wurde aufgrund der anhaltenden COVID-19-Pandemie an Oman und die Vereinigten Arabischen Emirate vergeben, womit beide Länder erstmals Spiele bei einem internationalen Turnier austrugen; formeller Gastgeber blieb jedoch Indien. Bei diesem Turnier schieden die Omanis nach einem Sieg gegen Papua-Neuguinea (mit zehn Wickets) sowie Niederlagen gegen Bangladesch (mit 26 Runs) und Schottland (mit acht Wickets) erneut in der Vorrunde aus. Auf den T20 World Cup sollte im November und Dezember die achte Runde in Namibia folgen, nach der Entdeckung der SARS-CoV-2-Variante Omikron in Südafrika wurde das Turnier jedoch nach zwei Spielen abgebrochen.
Im Februar 2022 empfing Oman die Vereinigten Arabischen Emirate für drei ODIs, die zuvor während anderer Serien abgesagt werden mussten. Von diesen verlor es zwei, während das dritte unentschieden endete. Danach nahmen beide Mannschaften an der Oman Quadrangular Series 2021/22 teil, zusammen mit Irland und Nepal. Der Gastgeber Oman schloss dieses Turnier nach nur einem Sieg gegen die Emirate auf dem dritten Platz ab. Darauf folgte die T20 World Cup Global Qualifier Group A 2022, bei der es der Gastgeber Oman nach einer Niederlage gegen Nepal sowie Siegen gegen Kanada und die Philippinen ins Halbfinale schaffte, dort jedoch Irland mit 56 Runs verlor und somit den T20 World Cup 2022 verpasste. Im März setzten sich die Omanis in der neunten Runde gegen Namibia und die Emirate durch. Teil der Serie war ein zusätzliches ODI gegen Namibia, das im Januar 2020 nach dem Tod des Sultans abgesagt worden war und nun nachgeholt wurde. Die elfte Runde im April 2022 schloss Oman hinter Schottland und vor Papua-Neuguinea auf dem zweiten Platz ab. In der 13. Runde gewannen die Omanis je ein ODI gegen Nepal und die Vereinigten Staaten und beendeten das Turnier hinter dem Gastgeber auf dem zweiten Platz. Nach Abschluss aller Tri-Nation Series beendete Oman die Cricket World Cup League 2 2019–2023 auf dem zweiten Platz, womit sie den Cricket World Cup Qualifier 2023 erreichten und sich gleichzeitig einen Platz in der Cricket World Cup League 2 2023–2027 für den Cricket World Cup 2027 sicherten. Beim Cricket World Cup Qualifier 2023 in Simbabwe erreichten die Omanis den sechsten Platz, womit sie das Hauptturnier in Indien verpassten. Im Qualifier gelang ihnen unter anderem der erste ODI-Sieg gegen Irland überhaupt, ihr erster Sieg gegen eine Testnation. Bei der Asien-Qualifikation erreichte Oman das Finale gegen Nepal und qualifizierte sich damit für den T20 World Cup 2024. Dort unterlag das Team jedoch Namibia (im Super Over), Australien (mit 39 Runs), Schottland (mit sieben Wickets) und England (mit acht Wickets), womit es abermals in der Vorrunde ausschied.

## Organisation
Der Verband Oman Cricket (OC) wurde 1979 gegründet und ist verantwortlich für die Organisation des Cricket in Oman. 2000 wurde er Partnermitglied (affiliate member) des International Cricket Council (ICC) und 2014 assoziiertes Mitglied (Associate Member). 2000 wurde OC außerdem Mitglied des Asian Cricket Council (ACC).
Oman Cricket stellt die das Land vertretenden Cricket-Nationalmannschaften, einschließlich der für die Männer, Frauen und Jugend, zusammen. Der Verband ist außerdem für die Durchführung von ODI- und T20I-Serien gegen andere Nationalmannschaften sowie die Organisation von Heimspielen und -turnieren verantwortlich. Neben der Aufstellung des Teams kümmert er sich auch um den Kartenverkauf, die Gewinnung von Sponsoren und die Vermarktung der Medienrechte.
Kinder und Jugendliche werden bereits in der Schule an den Cricketsport herangeführt und je nach Interesse und Talent beginnt dann die Ausbildung. Wie andere Cricketnationen verfügt Oman über eine U-19-Nationalmannschaft, die an der entsprechenden Weltmeisterschaft teilnimmt.

## Trikots und Logo
Im ODI- und T20I-Cricket tragen omanische Spieler rote Trikots mit grünen Farbakzenten sowie roten Ärmeln und einem weißen Halskragen sowie roten Hosen. Feldspieler tragen eine rote Baseball-Kappe oder einen roten Sonnenhut. Die Helme der Batter sind ebenfalls rot gehalten. Bei offiziellen ICC-Turnieren erscheint das Logo des Sponsors auf dem rechten Ärmel und die Aufschrift OMAN auf der Vorderseite des Trikots.
Das Logo von Oman Cricket zeigt einen nach rechts fliegenden roten Cricketball mit Flammen in grün und rot, mit dem Schriftzug Oman Cricket in Englisch unten sowie in Arabisch oben.

## Heimstadion
Omans einziges internationales Stadion ist der Oman Cricket Academy Ground, das für sämtliche Heimspiele der Mannschaft verwendet wird. Es verfügt seit 2021 über Test-Cricket-Status, womit Oman neben den Vereinigten Arabischen Emiraten das einzige Land ist, das zwar über Stadien in dieser Kategorie verfügt, selbst aber keine Test Matches spielt. Das Stadion erhielt diesen Status vor der geplanten Tour der simbabwischen Cricket-Nationalmannschaft gegen Afghanistan, die dort im Februar 2021 ausgetragen werden sollte. Die Tour wurde jedoch nach Abu Dhabi verlegt. Seitdem fanden keine Test Matches im Oman Cricket Academy Ground statt.
| Nr. | Stadion                     | Stadt  | Erstaustragung  |
| --- | --------------------------- | ------ | --------------- |
| 1   | Oman Cricket Academy Ground | Maskat | 20. Januar 2019 |

## Spieler

### Spielerstatistiken
Insgesamt haben für Oman 25 Spieler ODIs und 36 Spieler T20Is gespielt. Im Folgenden sind die Spieler aufgeführt, die für die omanische Mannschaft die meisten Runs und Wickets erzielt haben.

#### Runs
| ODI                  | ODI                  | ODI                  | ODI                  | T20I                 | T20I                 | T20I                 | T20I                 |
| Spieler              | Zeitraum             | ODIs                 | Runs                 | Spieler              | Zeitraum             | T20Is                | Runs                 |
| -------------------- | -------------------- | -------------------- | -------------------- | -------------------- | -------------------- | -------------------- | -------------------- |
| Jatinder Singh       | 2019–heute           | 46                   | 1.220                | Zeeshan Maqsood      | 2015–heute           | 69                   | 1.322                |
| Zeeshan Maqsood      | 2019–heute           | 42                   | 1.127                | Aqib Ilyas           | 2015–heute           | 52                   | 1.218                |
| Aqib Ilyas           | 2019–heute           | 25                   | 1.004                | Jatinder Singh       | 2015–heute           | 52                   | 1.098                |
| Ayaan Khan           | 2021–heute           | 34                   | 1.001                | Kashyap Prajapati    | 2021–heute           | 44                   | 0828                 |
| Kashyap Prajapati    | 2021–heute           | 31                   | 0949                 | Naseem Khushi        | 2017–heute           | 51                   | 0696                 |
| Stand: 15. Juni 2024 | Stand: 15. Juni 2024 | Stand: 15. Juni 2024 | Stand: 15. Juni 2024 | Stand: 15. Juni 2024 | Stand: 15. Juni 2024 | Stand: 15. Juni 2024 | Stand: 15. Juni 2024 |

#### Wickets
| ODI                  | ODI                  | ODI                  | ODI                  | T20I                 | T20I                 | T20I                 | T20I                 |
| Spieler              | Zeitraum             | ODIs                 | Wickets              | Spieler              | Zeitraum             | T20Is                | Wickets              |
| -------------------- | -------------------- | -------------------- | -------------------- | -------------------- | -------------------- | -------------------- | -------------------- |
| Bilal Khan           | 2019–heute           | 45                   | 95                   | Bilal Khan           | 2015–heute           | 79                   | 110                  |
| Zeeshan Maqsood      | 2019–heute           | 42                   | 55                   | Zeeshan Maqsood      | 2015–heute           | 69                   | 048                  |
| Khawar Ali           | 2019–2022            | 34                   | 42                   | Khawar Ali           | 2015–2022            | 41                   | 046                  |
| Kaleemullah          | 2019–heute           | 39                   | 35                   | Fayyaz Butt          | 2019–heute           | 44                   | 045                  |
| Fayyaz Butt          | 2019–heute           | 23                   | 28                   | Aqib Ilyas           | 2015–heute           | 52                   | 039                  |
| Stand: 15. Juni 2024 | Stand: 15. Juni 2024 | Stand: 15. Juni 2024 | Stand: 15. Juni 2024 | Stand: 15. Juni 2024 | Stand: 15. Juni 2024 | Stand: 15. Juni 2024 | Stand: 15. Juni 2024 |

### Mannschaftskapitäne
Bisher haben insgesamt drei Spieler als Kapitän für Oman bei einem ODI fungiert und sechs für ein T20I.
| ODI | ODI             | ODI        | T20I            | T20I       |
| Nr. | Name            | Zeitraum   | Name            | Zeitraum   |
| --- | --------------- | ---------- | --------------- | ---------- |
| 1   | Zeeshan Maqsood | 2019–2023  | Sultan Ahmed    | 2015–2017  |
| 2   | Khawar Ali      | 2022       | Ajay Lalcheta   | 2019       |
| 3   | Aqib Ilyas      | 2023–heute | Zeeshan Maqsood | 2019–2024  |
| 4   |                 |            | Khawar Ali      | 2020–2022  |
| 5   |                 |            | Aqib Ilyas      | 2023–heute |
| 6   |                 |            | Ayaan Khan      | 2023       |

## Bilanz
Die Mannschaft hat die folgenden Bilanzen gegen die Vollmitglieder des ICC im ODI- und T20I-Cricket (Stand: 15. Juni 2024).
| Gegner      | ODIs | ODIs | ODIs | ODIs | ODIs | T20Is | T20Is | T20Is | T20Is | T20Is |
| Gegner      | Sp.  | S    | U    | N    | NR   | Sp.   | S     | U     | N     | NR    |
| ----------- | ---- | ---- | ---- | ---- | ---- | ----- | ----- | ----- | ----- | ----- |
| Afghanistan | 0    | 0    | 0    | 0    | 0    | 5     | 0     | 0     | 5     | 0     |
| Australien  | 0    | 0    | 0    | 0    | 0    | 1     | 0     | 0     | 1     | 0     |
| Bangladesch | 0    | 0    | 0    | 0    | 0    | 2     | 0     | 0     | 2     | 0     |
| England     | 0    | 0    | 0    | 0    | 0    | 1     | 0     | 0     | 1     | 0     |
| Irland      | 1    | 1    | 0    | 0    | 0    | 6     | 2     | 0     | 4     | 0     |
| Simbabwe    | 1    | 0    | 0    | 1    | 0    | 0     | 0     | 0     | 0     | 0     |
| Sri Lanka   | 1    | 0    | 0    | 1    | 0    | 0     | 0     | 0     | 0     | 0     |
| West Indies | 1    | 0    | 0    | 1    | 0    | 0     | 0     | 0     | 0     | 0     |

## Internationale Turniere

### Cricket World Cup
- 1975–2003: nicht teilnahmeberechtigt (kein ICC-Mitglied)
- 2007: nicht qualifiziert (Qualifikation)
- 2011: nicht qualifiziert (Qualifikation)
- 2015: nicht qualifiziert
- 2019: nicht qualifiziert
- 2023: nicht qualifiziert (Qualifikation)
- 2027: laufende Qualifikation

### Champions Trophy
- 1998: nicht qualifiziert
- 2000: nicht qualifiziert
- 2002: nicht qualifiziert
- 2004: nicht qualifiziert
- 2006: nicht qualifiziert
- 2009: nicht qualifiziert
- 2013: nicht qualifiziert
- 2017: nicht qualifiziert
- 2025: nicht qualifiziert

### T20 World Cup
- 2007: nicht qualifiziert
- 2009: nicht qualifiziert
- 2010: nicht qualifiziert
- 2012: nicht qualifiziert (Qualifikation)
- 2014: nicht qualifiziert
- 2016: Vorrunde (Qualifikation)
- 2021: Vorrunde (Qualifikation)
- 2022: nicht qualifiziert (Qualifikation)
- 2024: Vorrunde (Qualifikation)

### ICC Intercontinental Cup
- 2004–2015–17: nicht teilgenommen

### Asia Cup
- 1984–2000: nicht teilnahmeberechtigt
- 2004: nicht qualifiziert
- 2008: nicht qualifiziert
- 2010: nicht qualifiziert
- 2012: nicht qualifiziert
- 2014: nicht qualifiziert
- 2016: nicht qualifiziert (Qualifikation)
- 2018: nicht qualifiziert (Qualifikation)
- 2022: nicht qualifiziert (Qualifikation)
- 2023: nicht qualifiziert (Qualifikation)
- 2025: nicht qualifiziert (Qualifikation)